# Sanremo-Festival 1969
Die 19. Ausgabe des Festival della Canzone Italiana di Sanremo fand 1969 vom 30. Januar bis zum 1. Februar im städtischen Kasino in Sanremo statt und wurde von Nuccio Costa und Gabriella Farinon moderiert.

## Ablauf

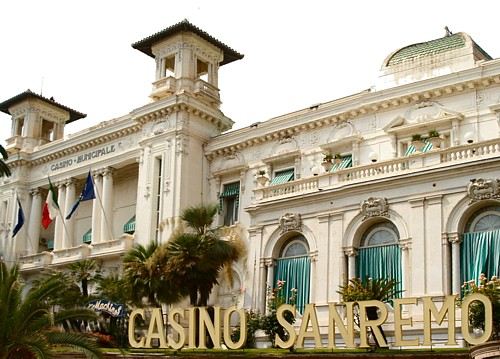
Das städtische Kasino, Veranstaltungsort des Sanremo-Festivals

1969 übernahm Ezio Radaelli wieder die Gesamtleitung der Veranstaltung, nach sieben Jahren unter der Leitung von Gianni Ravera. Auch das Moderatorenduo war neu. Eine Kommission unter Radaelli wählte im Vorfeld 24 Wettbewerbsbeiträge aus. Das Regelwerk sah vor, dass an den ersten beiden Abenden je sieben von zwölf Liedern ins Finale am dritten Abend gelangten. Wie gewohnt wurde jedes Lied von je zwei Interpreten in zwei Versionen präsentiert.
Für Unbehagen unter den Veranstaltern sorgte in diesem Jahr (im Rahmen der 68er-Bewegung) die Ankündigung von Dario Fo und Franca Rame, mit ihrer Theatergruppe in der Villa Ormond in Sanremo ein „Gegenfestival“ zu veranstalten. Unterstützung erhielten sie dabei vom Partito Comunista Italiano, erklärtes Ziel der Veranstaltung war es, das „Arbeiterbewusstsein“ wiederaufzuwecken und vom „bürgerlichen“ Sanremo-Festival abzulenken. Zwar autorisierte die Gemeinde das Gegenfestival, gleichzeitig erhöhte sie jedoch massiv die Polizei-, Carabinieri- und Militärpräsenz in der Stadt, was zur scherzhaften Bezeichnung Festival con l’elmetto („Festival mit Schutzhelm“) führte. Die Rai ließ darüber hinaus aus Angst vor Störungen des geplanten Festivalverlaufs die Wettbewerbsabende immer bereits am Vormittag in Playback aufzeichnen.
Radaelli hatte zwar ein verjüngtes Festival angekündigt, doch das Teilnehmerfeld bestand wieder zu großen Teilen aus altbekannten Gesichtern. Neu dabei war hingegen Lucio Battisti, der nach mehreren Teilnahmen als Songwriter nun zusammen mit Wilson Pickett Un’avventura sang. Die jüngsten und unerfahrensten Teilnehmerinnen waren Rosanna Fratello (als Ersatz für Anna Identici, welche kurz vor dem Festival Suizid versucht hatte) und Nada. Die schon sehr bekannte Rita Pavone nahm ebenfalls zum ersten Mal am Festival teil. Unter den internationalen Teilnehmern stach der 18-jährige Stevie Wonder hervor.
Trotz aller Befürchtungen der Veranstalter konnte das Festival ungestört über die Bühne gebracht werden. Als großer Favorit ging das Lied Zingara in den Interpretationen von Iva Zanicchi und Bobby Solo ins Rennen, das ursprünglich für Gianni Morandi vorgesehen gewesen war, der jedoch kein Interesse an einer Sanremo-Teilnahme hatte. Dafür warb Morandi im Vorfeld bei Auftritten offen für das Lied. Die Jurys bestätigten schließlich den Favoriten (während sie jedoch die ebenfalls favorisierten Claudio Villa und Mino Reitano nicht für das Finale zuließen).

## Teilnehmende Beiträge
| Platzierung | Interpret                            | Lied                                  | Autoren                                                                  |
| ----------- | ------------------------------------ | ------------------------------------- | ------------------------------------------------------------------------ |
| 1           | Iva Zanicchi / Bobby Solo            | Zingara                               | Luigi Albertelli, Enrico Riccardi                                        |
| 2           | Sergio Endrigo / Mary Hopkin         | Lontano dagli occhi                   | Sergio Bardotti, Sergio Endrigo, Luis Bacalov                            |
| 3           | Don Backy / Milva                    | Un sorriso                            | Aldo Caponi, Detto Mariano                                               |
| 4           | Fausto Leali / Tony Del Monaco       | Un’ora fa                             | Luciano Beretta, Ermanno Parazzini, Gianfranco Intra                     |
| 5           | Nada / The Rokes                     | Ma che freddo fa                      | Franco Migliacci, Claudio Mattone                                        |
| 6           | Gigliola Cinquetti / France Gall     | La pioggia                            | Daniele Pace, Gianni Argenio, Corrado Conti, Mario Panzeri               |
| 7           | Mal / The Showmen                    | Tu sei bella come sei                 | Giuseppe Cassia, Sergio Bardotti, Marcello Marrocchi, Mario Vicari       |
| 8           | Caterina Caselli / Johnny Dorelli    | Il gioco dell’amore                   | Franco Migliacci, Ivo Callegari                                          |
| 9           | Lucio Battisti / Wilson Pickett      | Un’avventura                          | Mogol, Lucio Battisti                                                    |
| 10          | Massimo Ranieri / Orietta Berti      | Quando l’amore diventa poesia         | Mogol, Piero Soffici                                                     |
| 11          | Alessandra Casaccia / Carmen Villani | Piccola piccola                       | Vincenzo Buonassisi, Giorgio Bertero, Marino Marini, Aldo Valleroni      |
| 12          | Little Tony / Mario Zelinotti        | Bada bambina                          | Franco Migliacci, Bruno Zambrini                                         |
| 13          | Dik Dik / Rita Pavone                | Zucchero                              | Mogol, Luigi Clausetti, Roberto Soffici, Piero Soffici, Roberto Guscelli |
| 14          | Riccardo Del Turco / Antoine         | Cosa hai messo nel caffè              | Giancarlo Bigazzi, Riccardo Del Turco                                    |
|             | Junior Magli / The Casuals           | Alla fine della strada                | Daniele Pace, Mario Panzeri, Lorenzo Pilat                               |
|             | Wilma Goich / The Sweet Inspirations | Baci baci baci                        | Sergio Bardotti, Franco Bracardi                                         |
|             | Robertino / Rocky Roberts            | Le belle donne                        | Vito Pallavicini, Giorgio Conte, Michele Virano                          |
|             | Isabella Iannetti / Memo Remigi      | Una famiglia                          | Alberto Testa, Memo Remigi                                               |
|             | Leonardo / New Trolls                | Io che ho te                          | Giorgio D’Adamo, Vittorio De Scalzi, Nico Di Palo                        |
|             | Claudio Villa / Mino Reitano         | Meglio una sera (piangere da solo)    | Nicola Salerno, Alberto Salerno, Franco Reitano, Mino Reitano            |
|             | Armando Savini / Sonia               | Non c’è che lei / Non c’è che lui     | Marisa Terzi, Carlo Alberto Rossi                                        |
|             | Gabriella Ferri / Stevie Wonder      | Se tu ragazzo mio / Se tu ragazza mia | Vittorio Ferri, Gabriella Ferri, Piero Pintucci                          |
|             | Checco / Elio Gandolfi               | Il sole è tramontato                  | Riccardo Pradella, Checco Marsella, Rosa Nisi, Giuseppe Moschini         |
|             | Rosanna Fratello / Brenton Wood      | Il treno                              | Vito Pallavicini, Elio Isola                                             |

## Erfolge
13 der Finalbeiträge erreichten im Anschluss die Top 20 der italienischen Singlecharts, drei davon in beiden Versionen. Meglio una sera (piangere da solo) von Mino Reitano erreichte die Charts trotz des Ausscheidens im Halbfinale. Am erfolgreichsten waren neben dem Siegerlied Ma che freddo fa von Nada und La pioggia von Gigliola Cinquetti.
Siegerin Iva Zanicchi vertrat anschließend Italien beim Eurovision Song Contest 1969 in Madrid, erreichte mit dem neuen Lied Due grosse lacrime bianche allerdings nur Platz 13 von 16.

| Jahr | Titel                              | Höchstplatzierung, Gesamtwochen, AuszeichnungChartsChartplatzierungen (Jahr, Titel, Platzierungen, Wochen, Auszeichnungen, Anmerkungen) | Anmerkungen                            |
| Jahr | Titel                              | IT | Anmerkungen                            |
| ---- | ---------------------------------- | --- | -------------------------------------- |
| 1969 | Ma che freddo fa                   | IT1 (16 Wo.)IT | Version von Nada Platz 5               |
| 1969 | Zingara                            | IT1 (13 Wo.)IT | Version von Bobby Solo Platz 1         |
| 1969 | La pioggia                         | IT2 (15 Wo.)IT | Version von Gigliola Cinquetti Platz 6 |
| 1969 | Bada bambina                       | IT3 (13 Wo.)IT | Version von Little Tony Platz 12       |
| 1969 | Tu sei bella come sei              | IT4 (13 Wo.)IT | Version von Mal Platz 7                |
| 1969 | Zingara                            | IT5 (11 Wo.)IT | Version von Iva Zanicchi Platz 1       |
| 1969 | Un’ora fa                          | IT6 (13 Wo.)IT | Version von Fausto Leali Platz 4       |
| 1969 | Un sorriso                         | IT7 (12 Wo.)IT | Version von Don Backy Platz 3          |
| 1969 | Zucchero                           | IT11 (7 Wo.)IT | Version von Rita Pavone Platz 13       |
| 1969 | Cosa hai messo nel caffè           | IT12 (5 Wo.)IT | Version von Antoine Platz 14           |
| 1969 | La pioggia                         | IT13 (4 Wo.)IT | Version von France Gall Platz 6        |
| 1969 | Un’avventura                       | IT15 (8 Wo.)IT | Version von Lucio Battisti Platz 9     |
| 1969 | Il gioco dell’amore                | IT15 (5 Wo.)IT | Version von Caterina Caselli Platz 8   |
| 1969 | Lontano dagli occhi                | IT16 (3 Wo.)IT | Version von Mary Hopkin Platz 2        |
| 1969 | Lontano dagli occhi                | IT18 (2 Wo.)IT | Version von Sergio Endrigo Platz 2     |
| 1969 | Piccola piccola                    | IT18 (1 Wo.)IT | Version von Carmen Villani Platz 11    |
| 1969 | Meglio una sera (piangere da solo) | IT19 (1 Wo.)IT | Version von Mino Reitano               |

## Belege
1. ↑  M&D-Chartarchiv. Musica e dischi, abgerufen am 27. Juni 2016 (italienisch, kostenpflichtiger Abonnement-Zugang).